# Boj na požiralniku (film)
Boj na požiralniku je slovenski dramski film iz leta 1982 v režiji Janeza Drozga po scenariju Vladimirja Frantarja, posnet po istoimenski noveli Prežihovega Voranca. Zgodba prikazuje življenju revnih kmetov iz družine Dihur, ki se stalno borijo s premokro zemljo.

## Igralci
- Bert Sotlar kot g. Dihur
- Jerca Mrzel kot ga. Dihur
- Polde Bibič kot Tone
- Marjan Srienc kot Sušnik
- Angela Janko kot Mica
- Anton Petje kot župan
- Maks Furijan kot duhovnik
- Mitja Šipek kot Jaromil
- Janez Rohaček kot Osojnik
- Aleš Mrdavšič
- Terezija Mrdavšič
- Angela Močnik
- Marica Krivograd
- Miha Kar
- Božidar Ferk
- Anton Štern
- Ivan Piko
- Zmago Gantar
- Stanko Mavrel kot Nec
- Emica Mavrel kot Micika
- Marinka Mavrel kot Lonica
- Robert Prilasnik kot Pungra
- Vinko Volker kot Leksej
- Marko Martin kot otrok
- Janko Oder kot otrok